# I'm a King Bee
I'm A King Bee er en sang fra 1957 skrevet og indspillet af Slim Harpo. I 2008 modtog Slim Harpos original en Grammy Hall of Fame Award.

## Coverversioner
- Eddie Meduza
- Muddy Waters
- The Rolling Stones
- Pink Floyd
- John Belusi
- The Doors
- Kenny Wayne Shepherd
- Frank Marino & Mahogany Rush
- The Stone Foxes
- Peter Frampton Band
- Grateful Dead
- M.A. Numminen (på finsk: "Well, olen King Bee")